# Católicos de rito oriental
Católicos de rito oriental são os católicos das Igrejas Orientais que estão unidos à Sé Romana, mas que conservam o seu rito litúrgico próprio, como os melquitas, ucranianos e maronitas.
Muitos deles, anteriormente, antes da união com a Sé Romana e o reconhecimento da autoridade universal do Papa, eram ortodoxos, por isso os outros ortodoxos (a maioria) que não foram convertidos para o Catolicismo conferiam muitas vezes de modo pejorativo a estes católicos de rito oriental o nome de Uniata.
Actualmente, estima-se que existem cerca de 16 milhões de católicos orientais, dos quais aproximadamente 7,65 milhões seguem a tradição bizantina .